# (4198) Panthera
(4198) Panthera ist ein Hauptgürtelasteroid, der am 11. Februar 1983 von Norman G. Thomas vom Lowell-Observatorium aus entdeckt wurde.
Der Asteroid wurde nach der Tiergattung Panthera benannt. Der World Wildlife Fund schlug den Namen in einer Mitteilung vor.